# TUIfly
TUIfly (Eigenschreibweise TUI fly) ist eine deutsche Fluggesellschaft mit Sitz in Langenhagen und Basis auf dem Flughafen Hannover. Sie ist eine Tochtergesellschaft des Touristikkonzerns TUI und Mitglied des Konzernverbundes TUI Airlines.

## Geschichte

### Hapag-Lloyd Flug

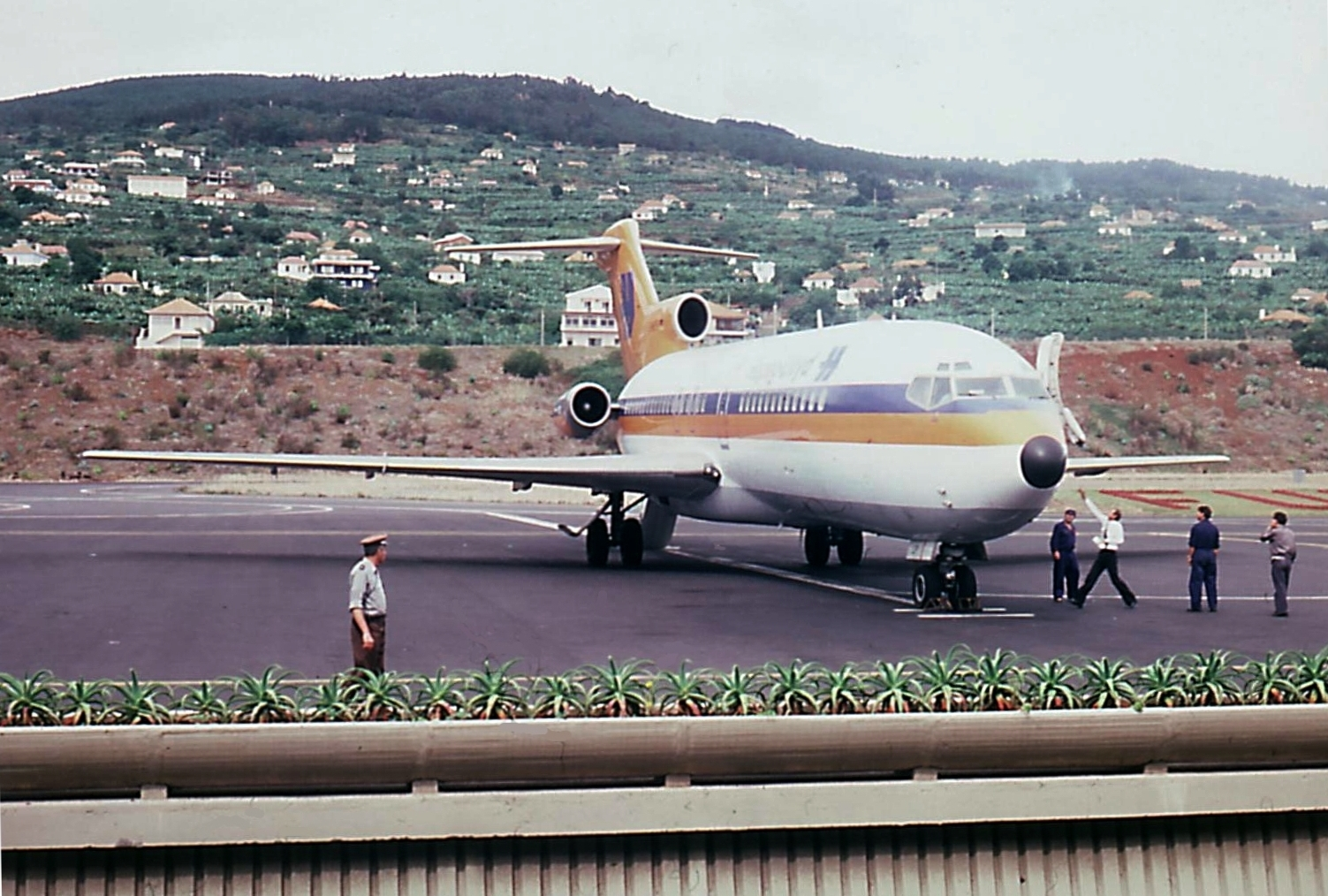
Boeing 727-100 der Hapag-Lloyd Flug im Jahr 1978

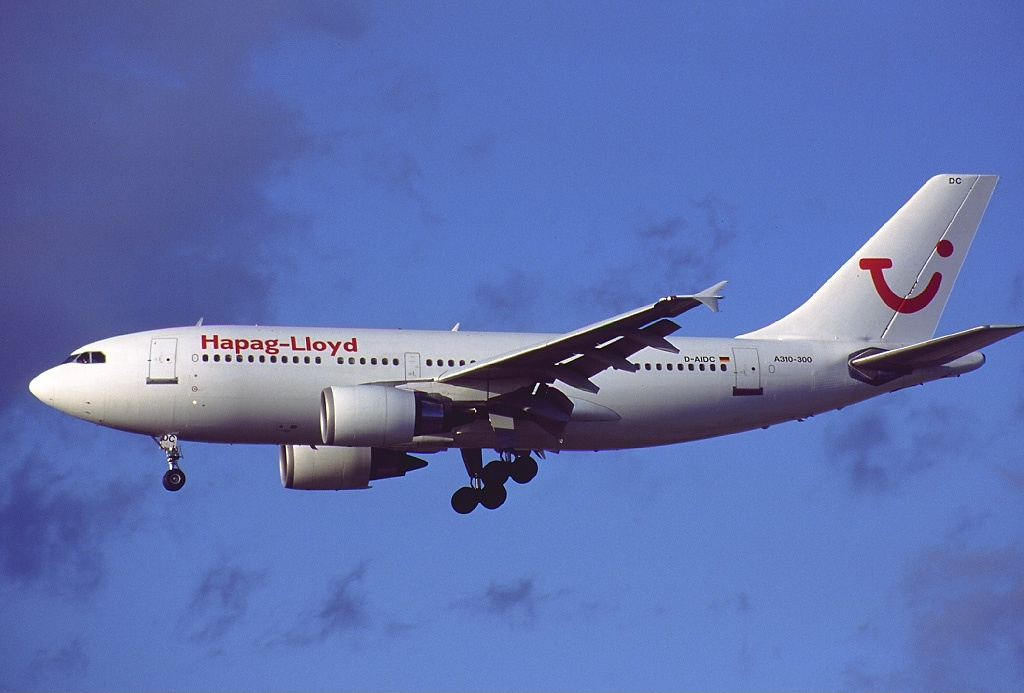
Airbus A310-300 der Hapag-Lloyd Flug im Jahr 2002

Hapag-Lloyd Flug wurde 1972 als Tochtergesellschaft der Reederei Hapag-Lloyd gegründet. Am 30. März 1973 startete der Flugbetrieb mit einer Boeing 727 auf der Strecke von Hamburg nach Ibiza.
Im Januar 1979 wurde Bavaria Germanair in das Unternehmen integriert. Durch die Übernahme erhielt die Gesellschaft ihre ersten zwei Großraumflugzeuge des Typs Airbus A300.
Hapag-Lloyd Flug führte hauptsächlich Charterflüge zu touristischen Zielen rund um das Mittelmeer durch. Nach der Auslieferung der Airbus A310-300 flog die Gesellschaft ab Ende der 1980er Jahre auch Langstreckenziele an, darunter New York City, Toronto, Malé, Mombasa und die Dominikanische Republik. Fast alle Langstreckenverbindungen wurden nach relativ kurzer Zeit wieder eingestellt, nur die Flüge in die Dominikanische Republik wurden noch länger beibehalten.
Die im Jahr 2002 gegründete Billigfluggesellschaft Hapag-Lloyd Express (kurz HLX) war kein Tochterunternehmen von Hapag-Lloyd Flug, sondern ein von ihr unabhängiges Unternehmen des TUI-Konzerns. Seit der Gründung war Hapag-Lloyd Flug gemeinsam mit Germania jedoch für die Durchführung der HLX-Flüge im Wet-Lease zuständig, da HLX keine eigene Flotte betrieb.
Im Jahr 2001 wurden die letzten Langstreckenrouten eingestellt und die hierfür eingesetzten A310-300 auf den verbleibenden kürzeren Routen mit starkem Passagieraufkommen eingesetzt. Das am weitesten entfernte Ziel lag seitdem in Kap Verde mit einer Flugzeit von sechs Stunden. 2004 führte Hapag-Lloyd Flug das Vielfliegerprogramm bluemiles ein. Der Name bluemiles, eine Anspielung auf die damals überwiegend blau lackierten Flugzeuge der Gesellschaft, wurde später zunächst auch für TUIfly beibehalten, obwohl TUIfly die Farbe Gelb als Erkennungszeichen hat.

### Hapagfly

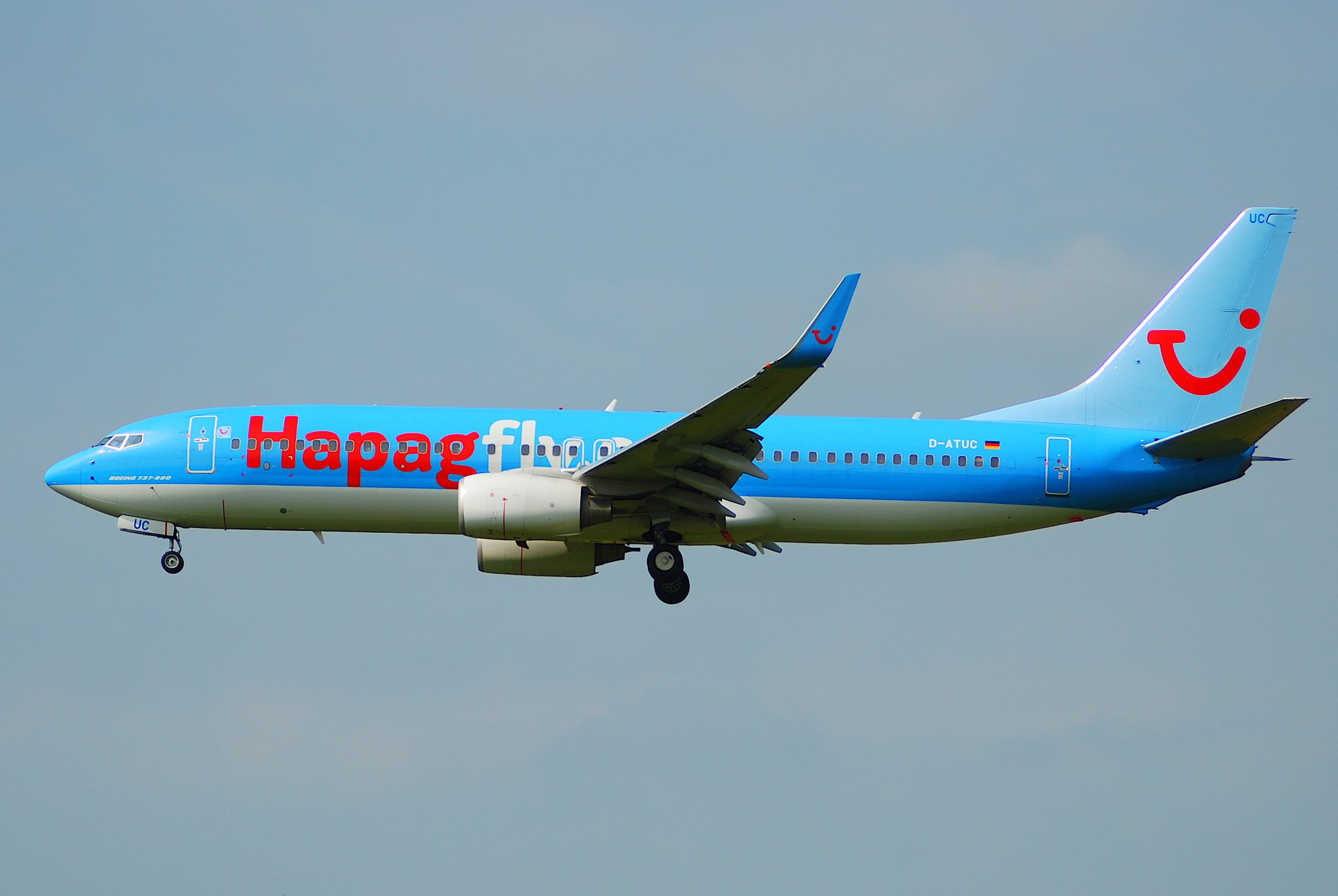
Boeing 737-800 der Hapagfly im Jahr 2007

Im Zuge der Vereinheitlichung des Markenauftritts etablierte TUI ab 2005 die als Allianz angekündigte Dachmarke TUIfly für alle nationalen Ferienfluggesellschaften des Konzerns. Die Marke Hapag-Lloyd Flug wurde im Zuge dessen sowohl im Marketing als auch bei der Flugzeugbemalung durch Hapagfly und das TUI-Logo ersetzt. Analog erhielten fast alle anderen Schwestergesellschaften das Suffix -fly, aus Corsair wurde damals etwa Corsairfly.
Im selben Jahr wurden alle bis auf einen Airbus A310-300 an andere Fluggesellschaften verkauft. Ein von Lufthansa gecharterter Airbus A300 wurde zunächst behalten, dieser wurde jedoch bis Mitte November dieses Jahres an Swiss International Air Lines für den Liniendienst nach Afrika verchartert und anschließend wieder an die Lufthansa zurückgegeben. Ersetzt wurden die Airbus-Maschinen durch den Zukauf neuer Boeing 737. Hapagfly hatte zuletzt im Sommer 2006 eine Sitzplatzauslastung von 88,3 Prozent.

### TUIfly

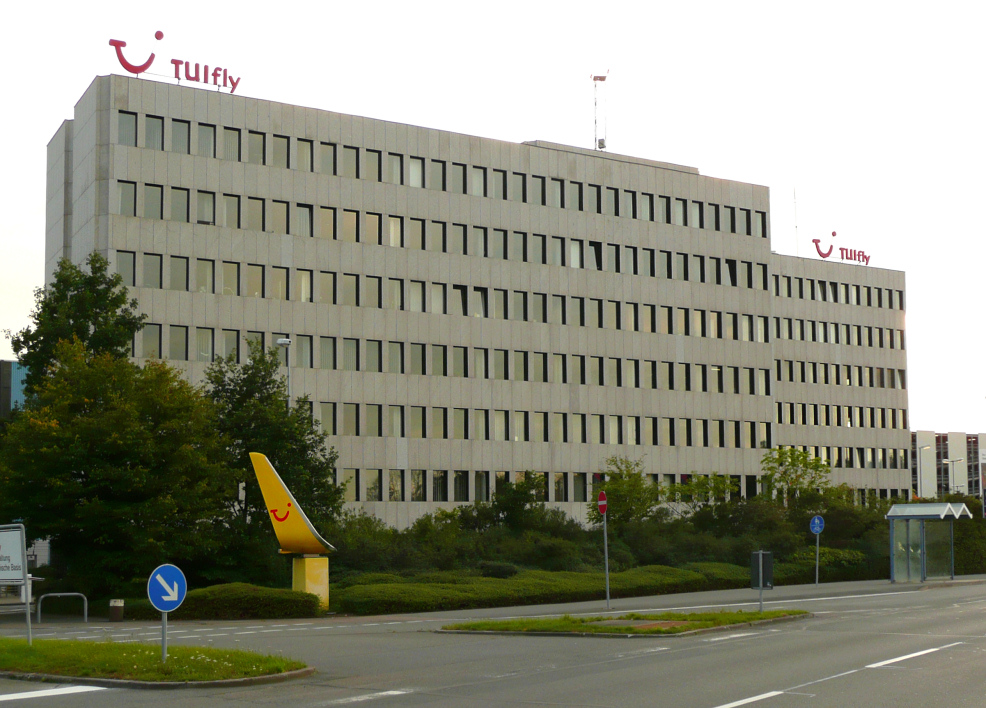
Der Sitz von TUIfly am Flughafen Hannover

Nach vielen Übernahmen und einer fortschreitenden Konsolidierung in der Luftfahrtbranche stellte TUI im Jahr 2006 Überlegungen an, die beiden Fluggesellschaften Hapag-Lloyd Flug und Hapag-Lloyd Express zusammenzuschließen und unter einer gemeinsamen Marke auftreten zu lassen. Im Dezember 2006 wurde verkündet, in Deutschland zukünftig die bisherige Dachmarke für alle Fluggesellschaften des TUI-Konzerns zu verwenden: TUIfly. Ab Januar 2007 ersetzte TUIfly die beiden bisherigen TUI-Marken Hapagfly und Hapag-Lloyd Express. Die hinter ihnen stehenden Gesellschaften Hapag-Lloyd Fluggesellschaft mbH bzw. Hapag-Lloyd Express GmbH (beide gehörten vollständig der TUI AG) blieben zunächst weiter als rechtlich selbstständige Firmen bestehen. Hapag-Lloyd Flug war für den Flugbetrieb zuständig, die Schwestergesellschaft Hapag-Lloyd Express für den Vertrieb der „neuen“ TUIfly.
Der Markenname „Hapag-Lloyd“ war seitdem somit nahezu vollständig aus dem Flugbetrieb der TUI verschwunden. Lediglich der auf Geschäftsflugverkehr spezialisierte Bereich Hapag-Lloyd Executive der Hapag-Lloyd Express verwendet diesen Namen noch in der Außendarstellung. Zudem tragen zwei Flugzeuge der Flotte eine Sonderbemalung der Hapag Lloyd Cruises. Diese werden oft für Retro-Jets gehalten, da ihre Farbgestaltung sehr stark an die der ehemaligen Hapag-Lloyd Flug erinnert. Der Name existiert außerdem weiterhin beim Transport- und Logistikunternehmen Hapag-Lloyd.
Der neue Markenname TUIfly stieß nach Einführung bei einigen Großkunden auf Kritik, unter anderem beim Reiseanbieter Alltours und bei der Rewe Group. Diese Unternehmen lassen ihre Reisegäste mangels einer eigenen Flugzeugflotte üblicherweise mit anderen Fluggesellschaften fliegen. Sie empfinden es jedoch als unpassend, wenn ihre eigenen Gäste in Flugzeuge steigen, in denen sie der Werbung der Konkurrenz (da TUI neben der Fluggesellschaft auch für den konkurrierenden Reiseveranstalter steht) ausgesetzt sind. Alltours und die Rewe Group kündigten daher eine Überprüfung der Verträge mit TUI an.
Seit Ende 2007 liefen Verhandlungen zwischen Lufthansa und TUI mit dem Ziel eines möglichen Zusammenschlusses der Lufthansa-Tochter Germanwings mit TUIfly. Nach dem Scheitern einer Übernahme der Condor durch Air Berlin im Juli 2008 sollte auch Condor in diese Allianz einbezogen werden. Die Verhandlungen dazu waren allerdings im Oktober 2008 von Seiten beider Parteien gescheitert. Zur Ertragssteigerung reduzierte TUI die TUIfly-Flotte von 45 auf gut 35 Flugzeuge.
Mitte März 2009 wurden Verhandlungen mit Air Berlin über wechselseitige Beteiligungen geführt. TUI übernahm 9,9 % der Air-Berlin-Aktien, von denen man sich schrittweise zwischen August 2014 und Juli 2015 wieder trennte. Das Bundeskartellamt genehmigte die Kooperation. Air Berlin übernahm in der Folge ab dem Winterflugplan 2009/2010 die Städteverbindungen mit 117 Strecken (55 davon in Italien) von TUIfly, die sich seitdem auf Urlaubsziele konzentriert. 14 Flugzeuge werden von TUIfly im Wet-Lease für Air Berlin betrieben. Der Wet-Lease-Vertrag hat eine Laufzeit bis 2019. Unter der Marke TUIfly werden gemäß der Vereinbarung nur noch Flüge zu Urlaubszielen angeboten.
Mitte Dezember 2009 bekam die Boeing 737-800 mit dem Luftfahrzeugkennzeichen D-AHFP die neue, geringfügig modifizierte Bemalung der TUIfly, bei der der bisherige Schriftzug „TUIfly.com“ am Rumpf zu „TUIfly“ verkürzt wurde.
2010 wurde die Hapag-Lloyd Fluggesellschaft mbH offiziell in TUIfly GmbH umbenannt. Somit ist TUIfly nicht mehr nur die Marke, sondern jetzt auch der Name der Fluggesellschaft.
Am 10. Dezember 2010 übernahm TUIfly als erste deutsche Fluggesellschaft mit der D-ATUA eine Boeing 737-800 mit dem neuen Einrichtungskonzept „Sky Interior“ ab Werk in Seattle. Am 25. Mai 2011 übernahm TUIfly die zweite 737-800 mit dem neuen Interieur. Bis April 2015 folgten noch zehn weitere, so dass TUIfly nun zwölf 737-800 mit Sky Interior besitzt.
Im Januar 2014 wurde bekannt gegeben, dass TUIfly die markante gelbe Bemalung ihrer Flugzeuge ersetzen wird. Im Zuge der Umstellung auf ein konzernweites, neues Corporate Design werden ab Februar 2014 alle Flugzeuge sukzessive mit der neuen blau-weißen Farbgebung versehen, die beispielsweise bereits bei der Schwestergesellschaft Jetairfly eingeführt wurde. Das erste Flugzeug in der neuen blauen Bemalung traf am 17. Februar 2014 nach einem Nonstop-Flug von Boeing aus Seattle in Hannover ein.
Wie im Mai 2015 bekannt wurde, sollen in Zukunft alle Fluggesellschaften des Konzernverbundes (bis auf Corsair International, welche verkauft werden soll) unter dem neuen Einheitsnamen „TUI“ auftreten. Die Änderung erfolgte einerseits aus Marketingüberlegungen, andererseits lassen sich Personal und Flugzeuge so einfach innerhalb des ganzen Konzernverbundes einsetzen.
Im September 2016 bestätigte TUI Gespräche mit Air Berlin. Plan war, die Flugzeuge von TUIfly mit den Maschinen von Niki Luftfahrt und 14 von TUIfly und Air Berlin geleasten Maschinen zusammen in einem neuen Unternehmen aufgehen zu lassen. Die Gespräche mit TUI wurden im Juni 2017 ergebnislos abgebrochen. An dem neuen Unternehmen hätte TUIfly 25 % der Anteile gehalten. Zusammen wäre eine neue Fluggesellschaft mit 61 Flugzeugen entstanden.

### TUIfly auf Langstrecke
Anfang des Jahres 2020 gab TUIfly bekannt, mit Beginn des Winterflugplanes 2020/21 am Flughafen Düsseldorf zwei Boeing 787 zu stationieren. Angeflogen werden Ziele in der Karibik und Mexiko. TUIfly sieht mehrere Vorteile auf der Langstrecke. Zum einen könne man Zubringerflüge für TUI Cruises unter einer Flagge durchführen, zum anderen betreibt TUI in der Karibik und in Mexiko eine große Zahl von Hotels, so kann der Veranstalter seine Kunden mit der eigenen Fluggesellschaft in den Urlaub befördern. Mit Beginn der Corona-Pandemie wurde die Einführung der Langstrecke jedoch zunächst ausgesetzt.

### COVID-19-Pandemie

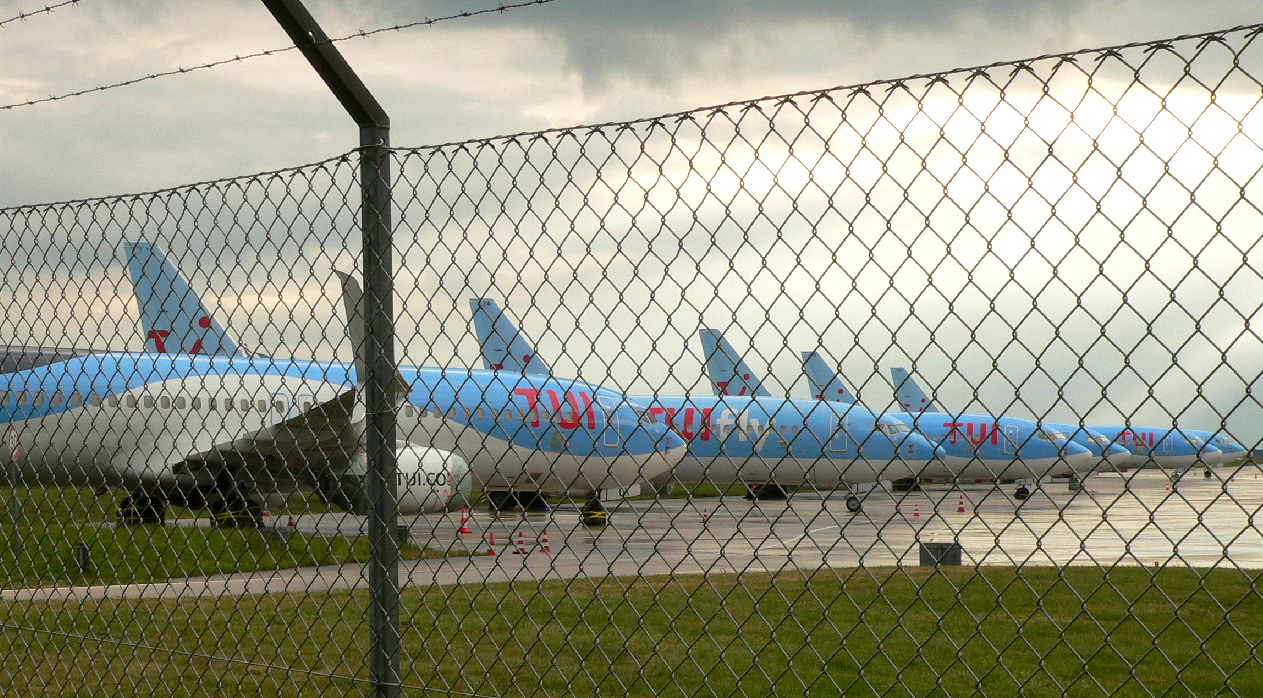
Geparkte Flugzeuge von TUIfly auf dem Flughafen Hannover infolge des weitgehend eingestellten Flugverkehrs aufgrund der Corona-Krise, April 2020

Aufgrund der Corona-Krise und ihrer gesundheitlichen bzw. wirtschaftlichen Folgen wird TUIfly ihre Flotte um die Hälfte verkleinern und mehrere Basen in Deutschland (u. a. Köln, Bremen, Münster-Osnabrück) schließen; das gab ein Sprecher von TUIfly am 5. Juni 2020 bekannt. Man müsse im selben Zuge auch darüber nachdenken, Mitarbeiter zu entlassen; demnach standen (Stand: Juni 2020) ca. 700 Arbeitsplätze zur Disposition.
Ebenso müssten die Langstreckenpläne überarbeitet werden: „Da im Moment keiner weiß, wann die Interkontinental-Destinationen öffnen und wann das Kreuzfahrtgeschäft wieder startet, macht eine Planung für diesen Winter wenig Sinn“, so der Sprecher. Man könne frühestens im Winter 2021/22 mit einer Aufnahme des Langstreckenbetriebs ab Düsseldorf rechnen.
Am 5. November 2020 wurde bekannt, dass die Verhandlungen zwischen der Pilotengewerkschaft Vereinigung Cockpit und TUIfly zur Verkleinerung der Flotte ohne Ergebnis abgebrochen wurden, obwohl die Geschäftsführung den Kompromissvorschlag einbrachte, die Flugzeuge nur auf 22 Exemplare zu reduzieren, statt wie vorher geplant auf 17 Maschinen.
In der Wintersaison 2022/2023 kam es erstmals seit 2014/2015 wieder zu einer größeren Flottenerneuerung, nachdem in der Zwischenzeit immer nur einzelne Flugzeuge getauscht oder im Zuge der Flottenverkleinerung abgegeben wurden. Dabei verließen die drei ältesten Flugzeuge die Flotte und wurden durch drei junge Boeing 737 Max ersetzt, außerdem wurde eine zusätzliche Boeing 737-800 von der britischen Schwestergesellschaft übernommen, um den Engpass der Sommersaison 2022 auszugleichen.

## Geschäftsmodell

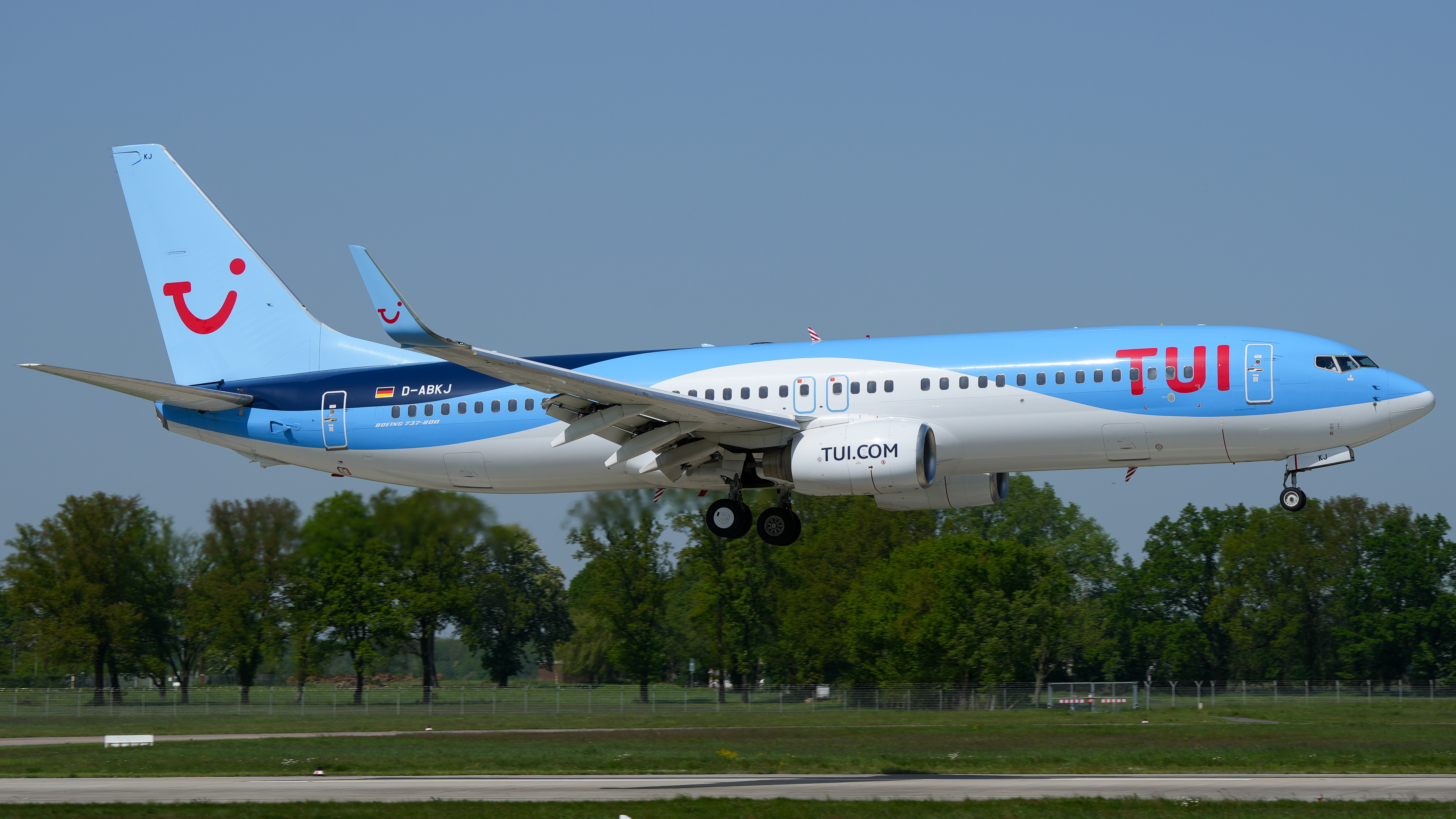
Boeing 737-800 der TUIfly landet

### Vermarktung
Der Großteil der Sitzplätze wird von TUI und Fremdveranstaltern für Pauschalreisen genutzt. Dennoch verzichtet TUIfly nicht auf den Einzelplatzverkauf. Für den Verkauf der einzelnen Flugtickets wird hauptsächlich das TUIfly-Flugportal benutzt, deshalb wird in der Wortbildmarke und bei der Außendarstellung immer noch häufig die Top-Level-Domain „.com“ hinter den Namen gesetzt und somit stets die Webpräsenz „TUIfly.com“ angegeben. Im Rahmen der Übernahme der TUIfly-Städteverbindungen durch Air Berlin wurde auch eine Neuausrichtung des Internet-Portals tuifly.com vorgenommen. Seitdem werden über das Portal nicht mehr nur eigene Flüge vertrieben, sondern auch Flüge weiterer Fluggesellschaften.
Wie andere Fluggesellschaften bietet TUIfly für ausgewählte Flüge und zu bestimmten Zeiten besonders günstige Flugtickets an (mit beschränktem Kontingent). Die Sitzplätze werden jedoch fest zugewiesen; sie können auch bei der Buchung bis 48 Stunden vorher gegen eine zusätzliche Gebühr reserviert werden, für Inhaber der TUI-Card ist dies kostenlos. Seit Januar 2021 werden die Flüge über die TUI-Homepage vermarktet.

### Flugbetrieb
Seit der Abgabe der Städteverbindungen an Air Berlin im Oktober 2009 versteht sich TUIfly als klassische Ferienfluggesellschaft für Kurz-, Mittel- und Langstreckenflüge. Üblicherweise werden fast ausschließlich einzelne Non-Stop-Flüge angeboten – eine Ausnahme bilden hier die Flüge nach Espargos und Dakar, die über Boa Vista durchgeführt werden; daher existiert bei TUIfly kein größeres Drehkreuz. Ferner ist TUIfly kein Mitglied einer Luftfahrtallianz. In einigen Fällen mit dem Zielort Las Palmas ist jedoch eine kombinierte Buchung mit passendem Anschlussflug möglich, der durch die Partnerfluggesellschaft Binter Canarias durchgeführt wird.
Um eine gute Auslastung der Flugzeuge zu erreichen, führt TUIfly nachts im Auftrag der Deutschen Post innerdeutsche Flüge zum Transport von Luftpost durch. Diese Flüge wurden zum 1. Juli 2009 aufgrund von Sparmaßnahmen der Post eingestellt, aber nur ein halbes Jahr später wieder aufgenommen. Diese führen aktuell von Hannover nach Stuttgart und München, wobei ein Flugzeug in Hannover losfliegt und zeitgleich ein anderes in Stuttgart bzw. München. So werden die Flugzeuge jede Nacht getauscht.
Eine Besonderheit der Hapag-Lloyd waren deren Kreuzflüge. Hierfür wurden aus einer Boeing 737 Sitzreihen entfernt, um den Passagieren erhöhten Komfort anbieten zu können. 2007 griff Hapag-Lloyd Cruises, ebenfalls eine Tochtergesellschaft der TUI, hierzu auf Maschinen der PrivatAir zurück, seit 2008 werden diese Flüge wieder von TUIfly durchgeführt.

### Service

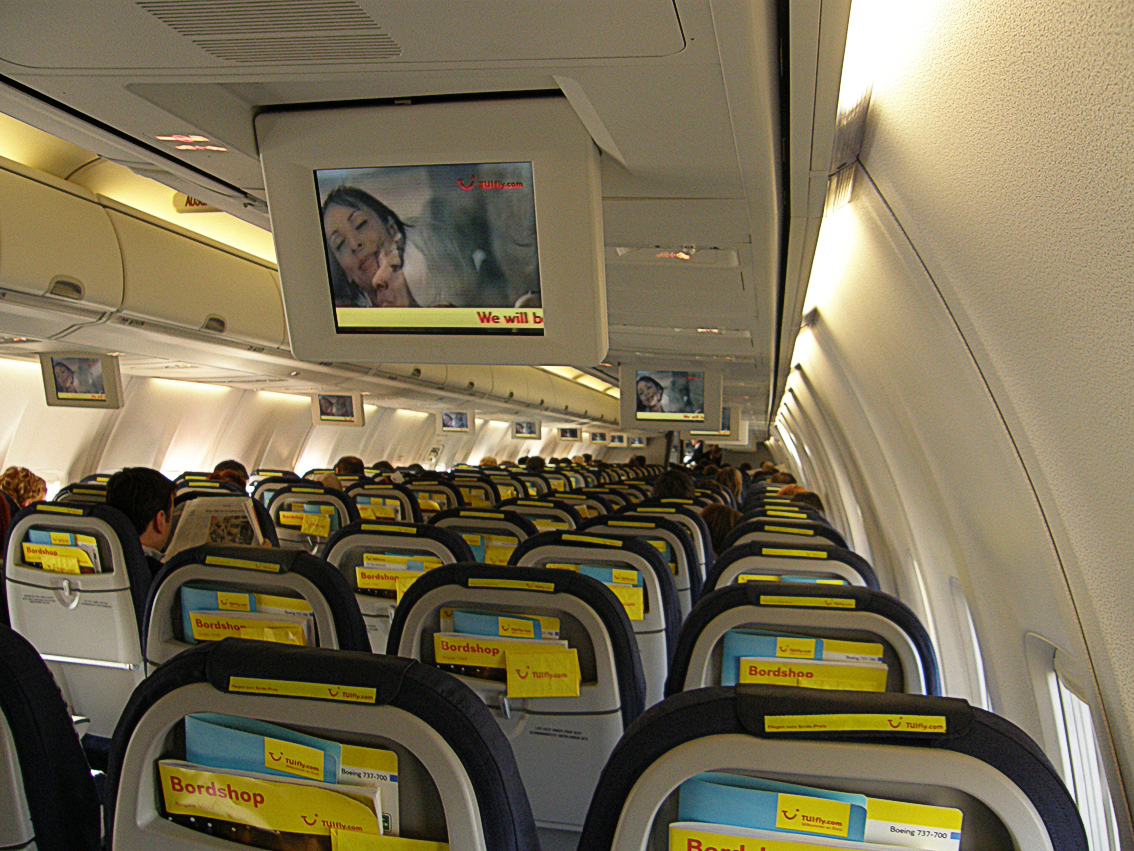
Kabine einer Boeing 737 der TUIfly

In allen Flugzeugen der TUIfly wird lediglich die Economy Class angeboten. Der Sitzabstand beträgt hier durchschnittlich etwa 74 cm. Gegen eine zusätzliche Gebühr ist die Reservierung einzelner Sitze mit 96 cm Sitzabstand möglich.
Im September 2013 kündigte TUIfly an, je nach Buchungsweg zukünftig Verpflegung an Bord teilweise nur noch gegen Extragebühr anzubieten. Ebenso wurde für bestimmte Tickets die Menge an Freigepäck reduziert. Seit dem 1. Januar 2014 sind an Bord keine Fremd-Zeitschriften und -Magazine sowie Decken und Kissen erhältlich. Auch das Bord-Unterhaltungsprogramm wurde eingestellt.

### Vielfliegerprogramm
Bis zum 24. Oktober 2009 führte TUIfly das Vielfliegerprogramm bluemiles der Hapag-Lloyd Flug fort. Auf allen Flügen ließen sich Punkte („Meilen“) sammeln, die schließlich ab einer gewissen Menge in einen Freiflug umgewandelt werden konnten. Dieses Programm wurde mit der Abgabe der Städteziele an Air Berlin durch ein neues Programm namens FriendChips ersetzt. Das neue Programm ist kein klassisches Vielfliegerprogramm mehr, sondern ein Kundenbindungsprogramm, bei dem die Teilnehmer sich durch das Sammeln von Punkten beim Online-Shopping einen Rabatt für den nächsten Flug ansparen können. Das Vielfliegerprogramm wurde zum 31. Oktober 2012 eingestellt.

## Flugziele
TUIfly führt von ihren fünf deutschen Basen (Frankfurt, München, Hannover, Stuttgart und Düsseldorf) aus vor allem Flüge zu touristischen Zielen in Griechenland, Spanien, Portugal, Zypern, Ägypten, auf den Kanaren und Kapverden sowie Madeira durch. Vereinzelt werden auch saisonale Verbindungen nach Italien, Tunesien oder in die Türkei angeboten.

### Ehemalige Basen
TUIfly unterhielt früher Basen an folgenden Flughäfen: Berlin Brandenburg, Basel-Mülhausen, Karlsruhe/Baden-Baden, Nürnberg, Saarbrücken (Saisonal), Paderborn/Lippstadt, Köln/ Bonn
Die meisten ehemaligen Basen werden inzwischen durch Vollcharter-Flugzeuge anderer Airlines für TUI bedient, darunter Smartlynx Airlines (Nürnberg und Saarbrücken) und Freebird Airlines Europe (Paderborn/Lippstadt).

## Flotte

### Aktuelle Flotte
Mit Stand Juli 2025 besteht die Flotte der TUIfly aus 22 Flugzeugen mit einem Durchschnittsalter von 11,2 Jahren:
| Flugzeugtyp      | Anzahl | bestellt | Anmerkungen               | Sitzplätze (Economy) | Durchschnittsalter |
| ---------------- | ------ | -------- | ------------------------- | -------------------- | ------------------ |
| Boeing 737-800   | 15     | 0        | mit Winglets ausgestattet | 186 189              | 14,1 Jahre         |
| Boeing 737 MAX 8 | 07     | 0        |                           | 189                  | 04,9 Jahre         |
| Gesamt           | 22     | -        |                           |                      | 11,2 Jahre         |

### Wetleases
TUIfly setzt einzelne Maschinen im Wetlease in ihrem Streckennetz ein.
Zwischen 2007 und 2008 waren mehrere Boeing 737-700 der Germania im Einsatz, bis zum Jahre 2010 betrieb Germania drei Boeing 737-300 für TUIfly. Ebenfalls wurden zeitweise verschiedene Maschinen von XL Airways Germany und anderen Airlines angemietet.
Im Sommer 2018 kamen je ein Airbus A321-200 der White Airways und von Just Us Air zum Einsatz. Im Sommer 2019 fand aufgrund des Groundings der Boeing 737 MAX ein höherer Einsatz von Maschinen im Wetlease statt. Im Einsatz waren ein Airbus A321-200 von White Airways ab Paderborn, ein Airbus A319-100 der Sundair ab Karlsruhe und je eines Airbus A320-200 und Airbus A321-200 der rumänischen Just Us Air.
Im Sommer 2020 sollten der spanische AMCI-Provider Galistair sowie der Chartercarrier Sundair für TUIfly im Einsatz sein.
Im Sommer 2022 wurde die Flotte mit diversen Charterflugzeugen gestärkt, unter anderem Boeing 737-800 der litauischen Charterfluggesellschaft GetJet Airlines und Slowakischen Go2Sky sowie A330 der Bulgarischen Gullivair und Hi Fly, nachdem es zu Beginn der Saison zu häufigen Verspätungen und Flugausfällen gekommen war.
Auch TUIfly selbst war bis zum Winterflugplan 2023/2024 als Wetleasing-Partner für andere Airlines im Einsatz. So flog TUIfly seit Sommer 2019 für die Lufthansa Tochter Eurowings von Köln-Bonn aus zwei Boeing 737-800.

### Boeing 737 MAX
Am 22. Juni 2021 konnte die TUIfly nach nun mehr als 3 Jahren Verspätung ihre erste 737 MAX, eine MAX 8 mit dem Luftfahrzeugkennzeichen D-AMAX, aus Seattle nach Hannover überführen. Das Flugzeug hatte seinen Erstflug bereits am 25. Februar 2019 und wurde im März in Hannover erwartet. Nach regulärem Plan der TUI Group hätten es im Sommer 2023 bereits 25 737 MAX in der Flotte der deutschen TUIfly sein sollen, die zusammen mit den 14 übrigen 737-800 und zwei 787 unterwegs sein sollten. Nach der D-AMAX folgte nach ca. 4 Monaten die zweite MAX nach Hannover, ehe im November 2021 auch die dritte MAX ihren Weg nach Deutschland fand. Mit diesen 3 Boeing 737 MAX ging es dann zunächst in den Sommer 2022. Im November 2022 folgten nun Nummer vier und fünf, die allerdings nicht frisch aus dem Werk kamen, sondern von den Schwesterairlines aus England sowie Belgien. Weitere Flugzeuge sollen im kommenden Jahr folgen. Auch sagte man im Dezember 2022, dass man auf die Zulassung der 737 MAX 10 warte, um mit anderen Ferienfluggesellschaften, die den A321neo betreiben, mithalten zu können. Dabei soll es sich wie bereits vor der Pandemie um 4 Flugzeuge handeln, welche die TUIfly erhalten soll.
TUIfly meidet inzwischen die offizielle Bezeichnung und nennt den Flugzeugtyp Boeing 737-8.
Die 737 MAX sind nach Ferienregionen benannt. Für die deutsche TUIfly sind das:
- D-AMAA – Larnaca
- D-AMAB – Heraklion
- D-AMAD – Corfu
- D-AMAH – Fuerteventura
- D-AMAX – Mallorca
- D-AMAY – Costa del Sol
- D-AMAZ – Naples

### Sonderbemalungen
TUIfly versieht häufig Flugzeuge aus ihrer Flotte mit großflächigen Werbe- oder anderweitigen Sonderbemalungen.
Aktuelle Sonderbemalungen
| Flugzeugtyp      | Luftfahrzeugkennzeichen | Bemalung                | Zeitraum          | Bild |
| ---------------- | ----------------------- | ----------------------- | ----------------- | ---- |
| Boeing 737-800   | D-ATUZ                  | „RIU Hotels & Resorts“  | seit Februar 2016 |      |
| Boeing 737-800   | D-ABMV                  | „CEWE Fotobuch“         | seit März 2020    |      |
| Boeing 737-800   | D-ABKM                  | „TUI BLUE“              | seit Mai 2021     |      |
| Boeing 737-800   | D-ABKN                  | „Robinson Club Resorts“ | seit Mai 2021     |      |
| Boeing 737 MAX 8 | D-AMAH                  | „50 Years“              | seit Mai 2024     |      |

Ehemalige Sonderbemalungen
| Flugzeugtyp    | Luftfahrzeugkennzeichen | Bemalung                                           | Zeitraum                                                      | Verbleib des Flugzeuges | Bild |
| -------------- | ----------------------- | -------------------------------------------------- | ------------------------------------------------------------- | --- | ---- |
| Boeing 737-300 | D-AGEE D-AGEJ           | „Johann Sebastian Bach“/ „Händel-Festspiele Halle“ | Februar 2007 bis März 2010 Januar 2007 bis März 2010          | Rückgabe an Germania 2011 in Cotswold verschrottet |      |
| Boeing 737-300 | D-AGEE D-AGEJ           | „Johann Sebastian Bach“/ „Händel-Festspiele Halle“ | Februar 2007 bis März 2010 Januar 2007 bis März 2010          | Rückgabe an Germania 2011 in Cotswold verschrottet |      |
| Boeing 737-800 | D-AHFB                  | „VolksWagen Sharan“ („Sharan Air“)                 | Februar 2010 bis März 2011                                    | im April 2011 ausgemustert und an Jet2.com als G-GDFD verkauft |      |
| Boeing 737-800 | D-AHFH                  | „Rheinland-Pfalz“                                  | Mitte 2010 bis September 2014                                 | im September 2014 ausgemustert von Dezember 2014 bis Oktober 2016 bei Tailwind Airlines als TC-TLG Januar 2017 bis Oktober 2018 bei Primera Air Nordic als YL-PSI 2020 in Goodyear verschrottet |      |
| Boeing 737-800 | D-AHFI D-AHFK           | „Hannover 96“                                      | November 2012 bis November 2013 August 2011 bis November 2012 | D-AHFI danach in Standardfarben im Oktober 2014 ausgemustert und von Januar 2015 bis Oktober 2016 bei Tailwind Airlines als TC-TLH von Dezember 2016 bis Dezember 2018 als VQ-BJK bei Azur Air Dezember 2018 bis März 2022 bei Azur Air Ukraine als UR-AZE Juli 2022 bis April 2024 bei Mavi Gök Airlines als TC-MGD seit Mai 2024 als UR-SLG bei Skyline Express Airlines |      |
| Boeing 737-800 | D-AHFI D-AHFK           | „Hannover 96“                                      | November 2012 bis November 2013 August 2011 bis November 2012 | D-AHFK im November 2012 ausgemustert und an Sriwijaya Air als PK-CLT verkauft seit April 2021 als OE-IWX in Kansas City abgestellt |      |
| Boeing 737-800 | D-AHFM                  | „Haribo“ („Goldbair“)                              | Dezember 2008 bis Februar 2014                                | im Oktober 2013 ausgemustert und an Jet2.com als G-GDFW verkauft |      |
| Boeing 737-800 | D-AHFR                  | „Bärenmarke“                                       | April 2012 bis Ende 2013                                      | danach in komplett weiß mit „TUIfly“-Titeln Januar 2015 ausgemustert und an Jet2.com als G-JZHC verkauft |      |
| Boeing 737-800 | D-AHFT                  | „Albrecht Dürer Airport Nürnberg“                  | Februar 2015 bis Januar 2017                                  | danach in komplett weiß im November 2021 ausgemustert und an Go2Sky als OM-GTJ verkauft |      |
| Boeing 737-800 | D-AHFY                  | „Kärnten“                                          | Januar 2009 bis Februar 2010                                  | danach in Standardfarben im November 2014 ausgemustert und an Jet2.com als G-JZHA verkauft |      |
| Boeing 737-800 | D-AHFZ                  | „ARD-Fernsehlotterie“ („GlücksbringAIR“)           | November 2009 bis Juni 2012                                   | neue Sonderbemalung „CEWE Fotobuch“ |      |
| Boeing 737-800 | D-AHFZ                  | „CEWE Fotobuch“ („Cewe Air“)                       | Juni 2012 bis Dezember 2017                                   | im Oktober 2017 ausgemustert und an Andes Líneas Aéreas als LV-HLK verkauft April 2019 bis November 2020 bei ASL Airlines France als F-GZTZ im Februar 2023 zum Frachtflugzeug umgebaut und als LZ-CGD bei Cargo Air |      |
| Boeing 737-800 | D-ATUC                  | „Deutsche Bahn Regio“ („DB Air Two“)               | Januar 2011 bis Mai 2014                                      | danach in Standardfarben im August 2020 ausgemustert und von April bis Oktober 2022 bei Go2Sky als OM-GTI im April 2023 als 2-BPDQ in Jinan zum Frachtflugzeug umgebucht und seitdem dort geparkt |      |
| Boeing 737-800 | D-ATUD                  | „Haribo Goldbären“ („HaribAIR“)                    | Januar 2010 bis Februar 2016                                  | neue Sonderbemalung „TUI BLUE“ |      |
| Boeing 737-800 | D-ATUD                  | „TUI BLUE“                                         | Februar 2016 bis August 2020                                  | danach in komplett weiß wurde im April 2020 ausgemustert und in Guangzhou zum Frachtflugzeug umgebaut seit August 2022 für WestJet als C-GWJE |      |
| Boeing 737-800 | D-ATUE                  | „Deutsche Bahn ICE“ („DB Air One“)                 | Januar 2011 bis November 2014                                 | danach in Standardfarben im Januar 2011 ausgemustert und in Guangzhou zum Frachtflugzeug umgebaut seit April 2022 für WestJet als C-FJWS |      |
| Boeing 737-800 | D-AHLK D-ATUF           | „Hapag-Lloyd Kreuzfahrten“                         | Dezember 2008 bis April 2018 November 2008 bis April 2018     | umlackiert in die Standardfarben |      |
| Boeing 737-800 | D-AHLK D-ATUF           | „Hapag-Lloyd Kreuzfahrten“                         | Dezember 2008 bis April 2018 November 2008 bis April 2018     | umlackiert in die Standardfarben |      |
| Boeing 737-800 | D-ATUJ                  | „Haribo Tropifrutti“ („Paradiesvogel“)             | April 2015 bis März 2018                                      | umlackiert in die Standardfarben |      |
| Boeing 737-800 | D-ATUH                  | „CEWE Fotobuch“                                    | Januar 2017 bis November 2019                                 | im November 2019 ausgemustert und an Jet Time als OY-JZN verkauft |      |
| Boeing 737-800 | D-ATUG                  | „TUI Magic Life Hotel“                             | März 2016 bis November 2019                                   | im Oktober 2019 ausgemustert und an Jet Time als OY-JZM verkauft |      |
| Boeing 737-800 | D-ATUI                  | „Robinson Club Resorts“                            | Dezember 2015 bis Februar 2021                                | im Februar 2021 an TUI Airways als G-TUKN transferiert seit März 2023 für Transavia France als F-HUYT |      |

### Zuvor eingesetzte Flugzeuge

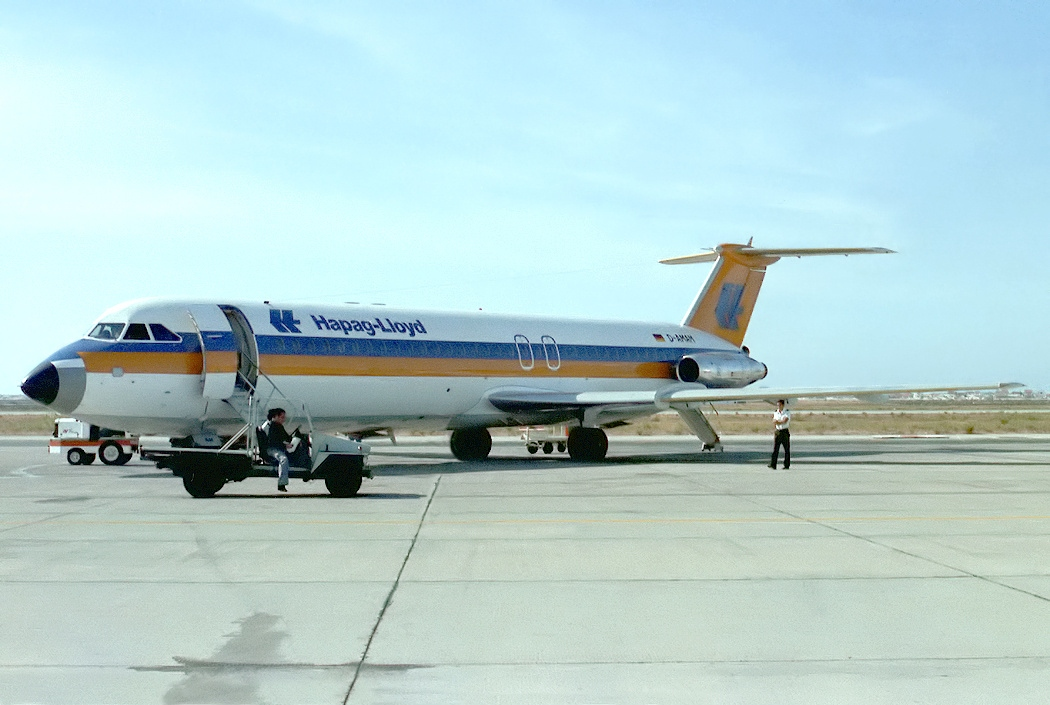
BAC 1-11-500 der Hapag-Lloyd Flug im Jahr 1980

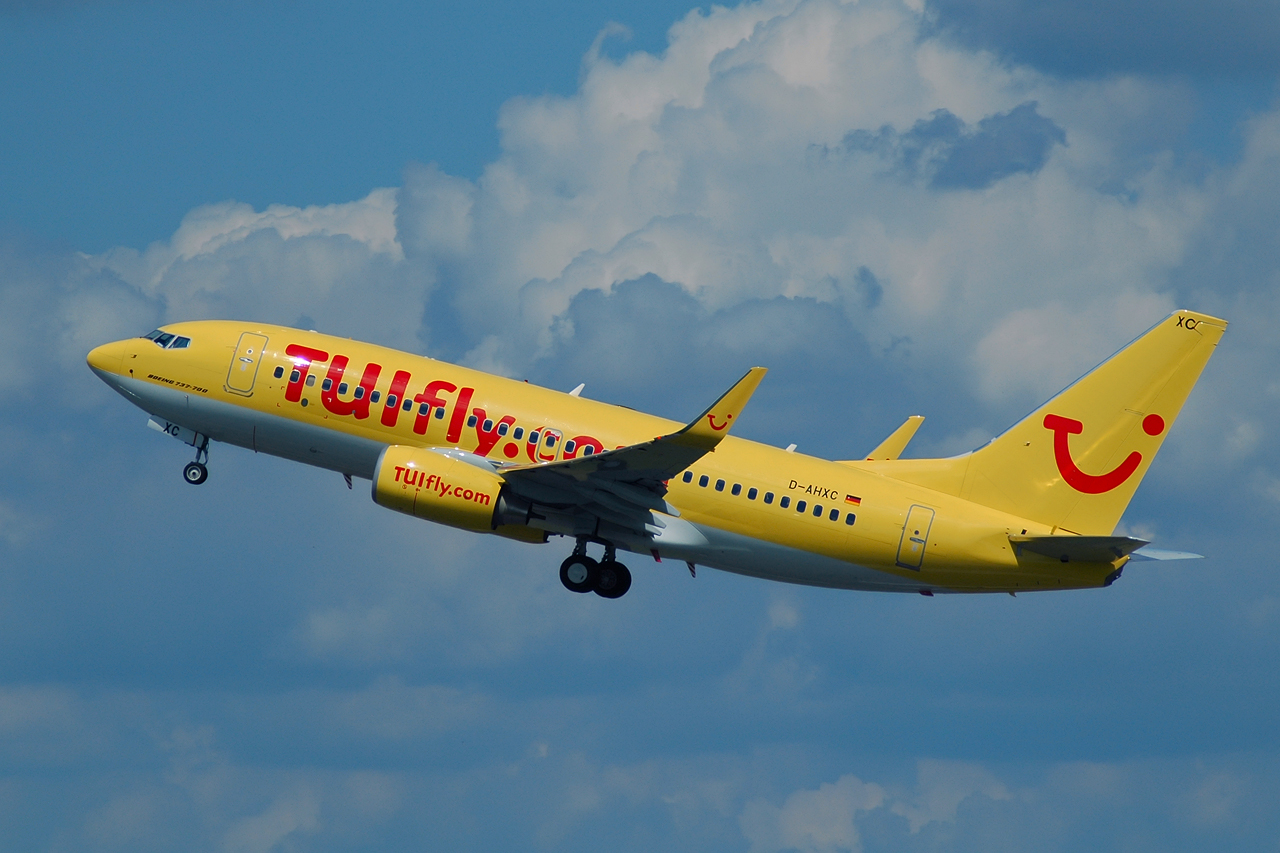
Boeing 737-700 der TUIfly im Jahr 2007

In der Vergangenheit setzten TUIfly und ihre Vorgänger unter anderem folgende Flugzeugtypen ein:
- Airbus A300B4-2C
- Airbus A310-200/300
- BAC 111-500
- Boeing 727-100/200
- Boeing 737-200/400/500/700
- Boeing 737-300 (betrieben durch Germania 2007-2010)
- Boeing 737-700
- Boeing 767-300 (betrieben für Condor und Eurowings)

## Zwischenfälle
TUIfly und ihre Vorgängergesellschaften verzeichnen in ihrer Geschichte einen Flugzeugverlust mit Totalschaden:
- Am 12. Juli 2000 musste ein Airbus A310-300 (Luftfahrzeugkennzeichen D-AHLB) auf dem Weg von Kreta nach Hannover auf dem Flughafen Wien notgelandet werden. Das Fahrwerk ließ sich nach dem Start nicht vollständig einfahren. Der Kapitän entschloss sich trotz des erhöhten Luftwiderstandes zum Weiterflug nach München, wobei aber der Treibstoffverbrauch aufgrund der dadurch verschlechterten Aerodynamik stark anstieg. Nach 2:35 Stunden Flugzeit fielen beide Triebwerke wegen Treibstoffmangels aus. Mit Glück gelang eine Gleitfluglandung am Flughafen Wien-Schwechat, bei der das Flugzeug irreparabel beschädigt wurde. Von den 142 Insassen wurden 26 verletzt (siehe Hapag-Lloyd-Flug 3378).[44]